# Bitva o Bagdád (2003)
Bitva o Bagdád probíhala začátkem dubna 2003 a představovala jednu z nejdůležitějších bitev války v Iráku. Koaliční vojska vedená 3. pěší divizí se k iráckému hlavnímu městu dostala tři týdny po zahájení bojů. Bombardování, pozemní boje, ale i rabování či žhářství způsobily ve městě vážné škody. O intenzitě bojů vypovídají i statistiky z nemocnice al-Jarmúk, která v průběhu invaze přijímala každou hodinu přibližně sto pacientů. V boji padli tisíce iráckých vojáků, ale koaliční vojska zaznamenala jen nízké ztráty.

## Přípravy

### Shromažďování sil

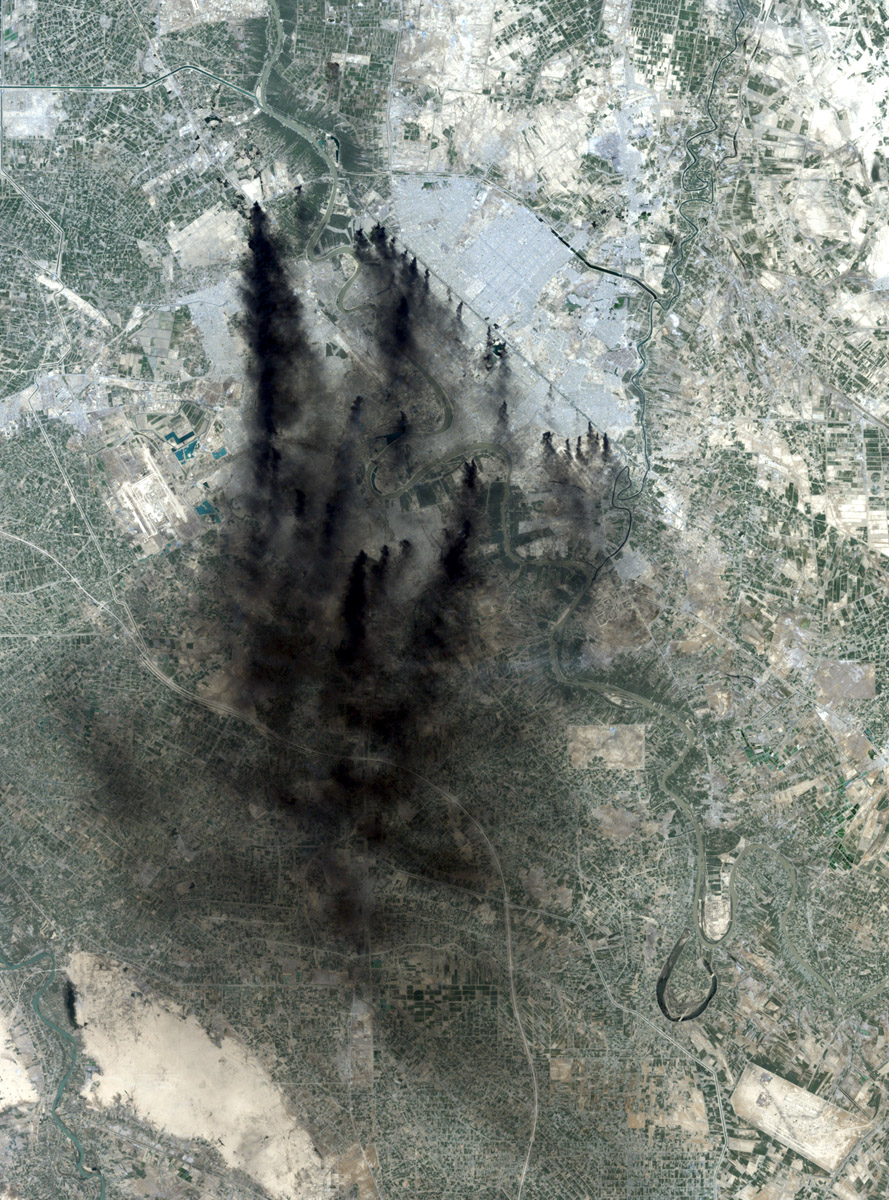
Satelitní snímek Bagdádu pořízený NASA 2. dubna 2003. Viditelný kouř z požárů ropných vrtů, kterým se pokoušelo město bránit útočícím vzdušným silám.

Útok na Bagdád vedly jednotky 3. pěší divize americké armády a 1. divize americké námořní pěchoty. Americká vojska měla k dispozici tanky M1 Abrams, bojová vozidla pěchoty M2 Bradley či transportéry M113. Leteckou podporu jim poskytovaly bojové letouny Harrier GR7, A-10 či bombardéry B-52. Většina z 36 000 iráckých vojáků se nacházela na obranné linii zhruba 50 km od města. Do boje se kromě armády a milicí zapojili i dobrovolníci ze zahraničí.

### Bombardování
V dobách nejintenzivnějších bojů prováděla koaliční letadla až tisíc náletů denně. Většina z nich byla zaměřena na postavení irácké republikánské gardy a speciální republikánské gardy. Kromě toho bylo z letadel shozeno kolem 200 000 letáků vyzývajících civilisty, aby neopouštěli své domovy. Ztráty amerického letectva byly minimální. Nedaleko města Karbalá přišlo o vrtulník Black Hawk a u Bagdádu byl sestřelen jeden F-18C Hornet.

### Raná fáze bojů

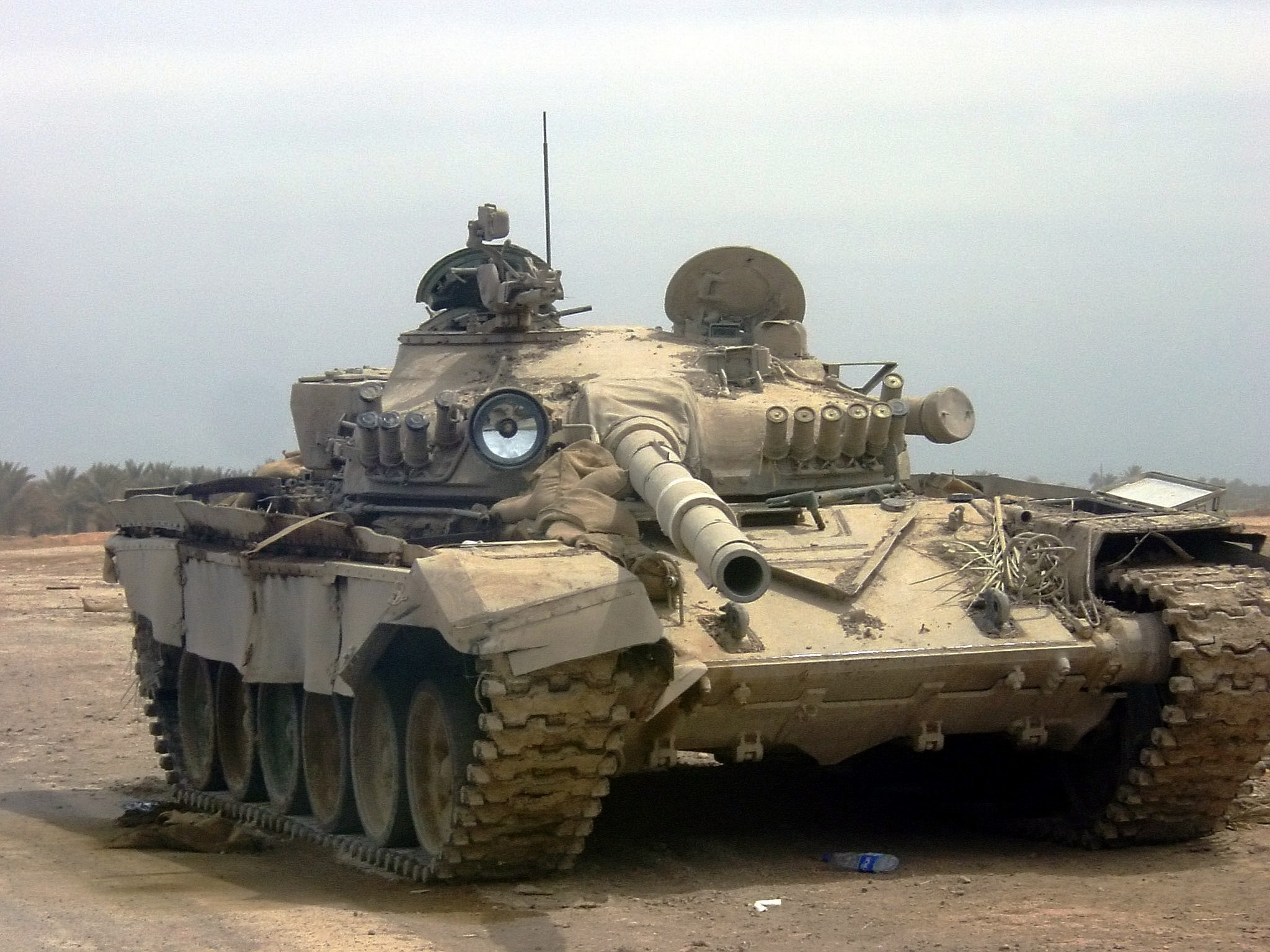
Opuštěný irácký tank T-72 Asad Babil

První letecké útoky byly spuštěny již 19. března, krátce poté, co se zjistilo, že pokus o zabití Saddáma Husajna nevyšel. Ke zintenzivnění bombardování došlo 21. března. Ještě před vstupem do města se americká vojska dostala do bojů s iráckou speciální republikánskou gardou. Přesto byly podle vyjádření generálmajora Victora Renuarta dveře do Bagdádu pro koaliční vojska otevřeny. Britský deník The Guardian přinesl informace, podle kterých se podařilo v časných fázích bojů obsadit několik klíčových objektů včetně dvou prezidentských paláců a na jistý čas se jim podařilo obklíčit některé vládní budovy včetně ministerstva vnitra. Nicméně 24. března upozornil americký generál Barry McCaffrey v rozhovoru pro BBC Newsnight na fakt, že pokud bude irácký odpor silný a dobře organizovaný mohou koaliční vojska ztratit až 3 000 mužů.

## Boj

### Boje o letiště
4. dubna se jednotky 1. brigády 3. pěší divize dostali k bagdádskému mezinárodnímu letišti. Jak se ukázalo šlo o jedno z nejlépe Bránění postavení o které se během války bojovalo. O intenzitě několikahodinových bojů vypovídá i první Medaile cti která byla udělena příslušníkovi 3. pěší divize od dob 2. světové války. Vyznamenán byl seržant první třídy Paul Ray Smith. Bagdádské letiště představovalo v následujících letech důležitý dopravní uzel pro koaliční vojska v Iráku.

### Průzkum bojem

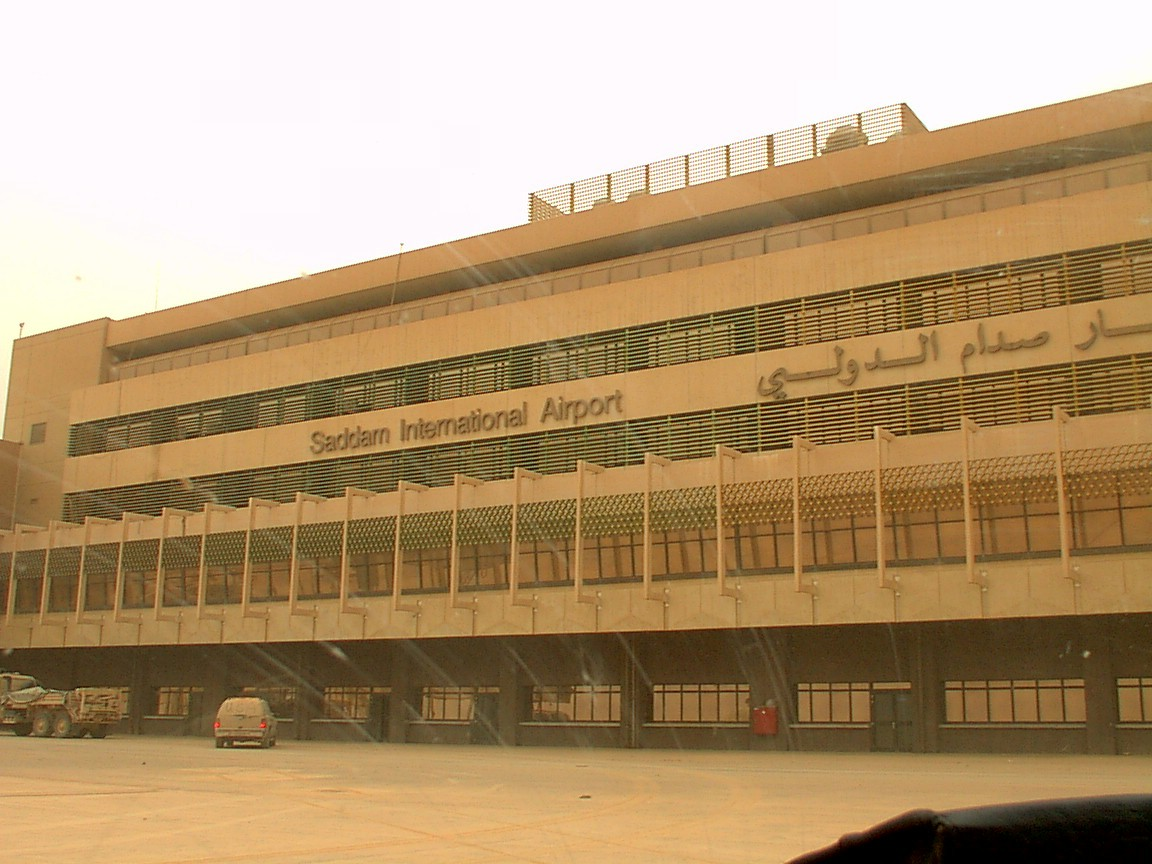
Vstup na mezinárodní letiště Bagdád

5. dubna, den po obsazení letiště, byla vyslána obrněná jednotka na průzkum města. Jednotka patřící pod 2. brigádu vyrazila z pozic nacházejících se jižně od města a postupovala po hlavních dopravních trasách směrem k letišti. Cílem bylo zhodnotit stav obrany města. Jednotka nehlásila žádný organizovaný odpor, takže bez závažnějších problémů dorazila k letišti. Z technických důvodů byl ve městě zanechán jeden tank, který později zničilo americké letectvo. Irácké ministerstvo informací zveřejnilo vlastní zprávu podle které byl tank zničen iráckými vojsky.
O dva dny došlo k dalšímu průniku do města. Plánovaná trasa se shodovala s trasou před dvěma dny. Obrana byla posílena několika novými postaveními, což vyvolávalo obavy ze silnějšího odporu nepřítele. Velitel 2. brigády plukovník David Perkins nařídil postup na sever po staré trase, avšak pak se jednotky otočily směrem na východ a ne na západ jako před dvěma dny. Následně bylo za jediný den dobyto vládní centrum známé dnes jako "Zelená zóna", což výrazně urychlilo plán dobývání města.

### Palác Thartar
7. dubna obsadila americká vojska prezidentský palác u řeky Tigris. Očekávalo se, že zbylí představitelé režimu se budou ukrývat ve vládním komplexu nedaleko Saddámova rodiště ve městě Tikrít. Po obsazení paláce vyzvala americká vojska prostřednictvím médií obránce, aby se vzdali, jinak bude město čelit rozsáhlému útoku. Protože obrana nebyla nijak řízena a představitelé režimu opustili své pozice, padlo město do rukou koaličních vojsk.

## Rabování
Zvládnutí bezpečnostní situace v hlavním městě se ukázalo být problematické. Prakticky ihned po pádu vlády došlo k rabování. Vykradeny byly vládní paláce či vládní úřady, ale i kritické prvky civilní infrastruktury. Z nemocnice Jarmúk bylo ukradeno vše od postelí po zdravotnický materiál. Další městská nemocnice se rozhodla zorganizovat vlastní obranu za pomoci místních civilistů, aby byla schopna udržet se v provozu.
Vykradeno bylo Irácké národní muzeum, Saddámovo umělecké centrum, bagdádská univerzita, pětihvězdičkové hotely al-Rašíd, al-Mansúr a Babel, obchody, továrny či ambasády. Znepokojení vzbudily zejména krádeže části ze 170 000 artefaktů uskladněných v národním muzeu, které se po válce podařilo částečně opět shromáždit. Některé škody jsou už ale nevratné. 14. dubna zničili vandalové v Irácké národní knihovně rukopisy staré 7 000 let. Osm dní po dobytí města žilo v bagdádské ZOO jen 35 ze 700 zvířat.

## Politická kontrola

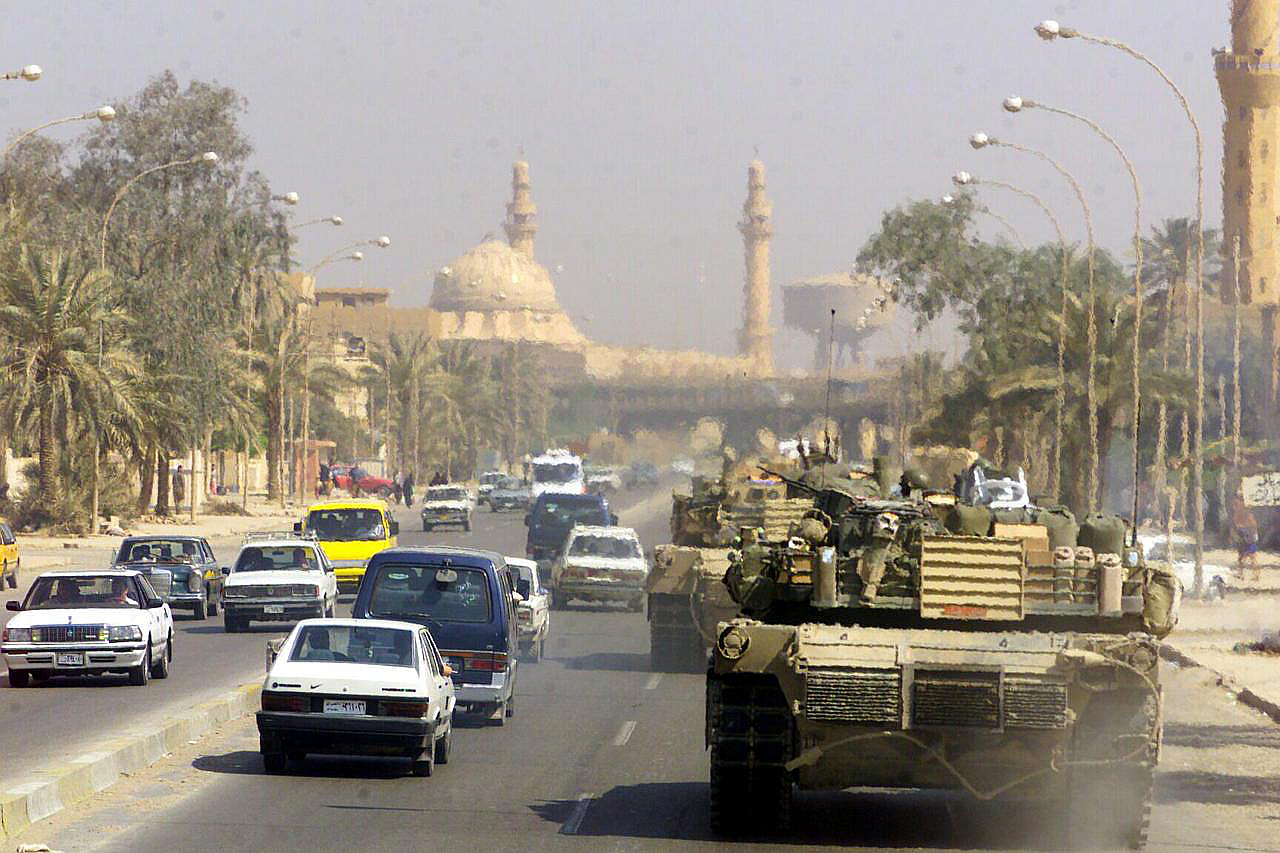
Hlídkující tank M1 Abrams americké námořní pěchoty v ulicích Bagdádu během operace "irácká svoboda"

9. dubna ovládala koaliční vojska několik strategických objektů v centru Bagdádu, ale město ani zdaleka nebylo pod kontrolou. Ještě v tento den prezident Saddám Husajn vyšel ze svého velitelského bunkru a naposledy jako irácký prezident pozdravil obyvatele Bagdádu. Důvody této riskantní vycházky dosud nejsou s jistotou známé. Následně Saddám Husajn, jakož i mnoho dalších představitelů bývalého režimu, opustil město. Zakrátko začali civilisté ničit různé symboly bývalého prezidenta, přičemž známým se stal případ stržení sochy Saddáma Husajna na náměstí Firdos.
10. dubna vyslala americká vojska tři roty s cílem zajmout Saddáma Husajna. V okolí jedné z bagdádských mešit proběhla čtyřhodinová bitva mezi milicemi loajálními svrženému režimu a americkými jednotkami. Podle informací rozvědky se představitelé Saddámova režimu pokoušeli uspořádat setkání, ale nepodařilo se zadržet žádné hledané osoby. V boji zahynul jeden americký voják a dvacet bylo zraněno.

## Média

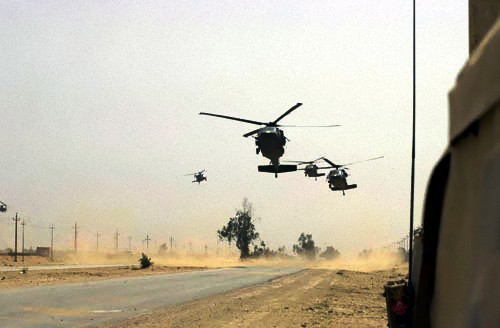
Vrtulníky Black Hawk ve městě 5. dubna

V Iráku nefungovala žádná svobodná média, takže žádné informace z irácké strany nebyly dostupné. Irácké ministerstvo informací vydalo poslední stanovisko 7. dubna, ale informace o "nevěřících, kteří před bagdádskými branami páchají sebevraždu po stovkách" se ukázaly prakticky okamžitě jako nesmyslné.
Znepokojení vyvolaly útoky koaličních vojsk na zahraničních novináře. 8. dubna zasáhly dvě americké rakety vzduch-země bagdádskou kancelář stanice al-Džazíra. Při útoku zahynul jeden reportér a jeden kameraman byl zraněn. Bombardováno bylo i sídlo satelitní televize Abú Dabí. K třetímu útoku došlo když americký tank vypálil střelu na 15. patro hotelu Palestina, kde byla ubytována většina zahraničních novinářů. Útok si vyžádal dva mrtvé a tři zraněné. Při útocích na Abú Dabí argumentovali američtí představitelé záběry ozbrojenců střílejících zpoza kamer, avšak při útoku na hotel Palestina se přítomnost žádných ozbrojenců nepotvrdila.